# Последствия от Втората световна война
Последствията от Втората световна война са политически, социални и стопански процеси в различни части на света, много от които продължават с десетилетия след нейния край.
Непосредствено след края на Втората световна война в Европа през 1945 година Съюзниците създават окупационни администрации в Австрия и в Германия. Първата става неутрална държава, необвързана с политически съюзи, а втората е разделена на западна и източна окупационна зона, контролирани съответно от Западните Съюзници и Съветския съюз. Програма за денацификация на Германия води до преследвания на националсоциалистически военнопрестъпници, включително в Нюрнбергския процес, и отстраняване на бивши националсоциалисти от властта, но с времето тази политика се смекчава, насочвайки се към амнистия и реинтеграция на бившите националсоциалисти в западногерманското общество.
В резултат на войната Германия губи една четвърт от територията си от 1937 година. На изток Силезия и голяма част от Ноймарк и Померания са присъединени към Полша, а Източна Прусия е поделена между Полша и Съветския съюз. 9 милиона етнически германци от тези области, както и 3 милиона от Судетите в Чехословакия са изселени в Германия, като през 50-те години една пета от населението на Западна Германия е съставено от бежанци от източните области. Освен германски територии, Съветският съюз присъединява полските области на изток от Линията „Кързън“, откъдето са прогонени 2 милиона поляци, както и североизточна Румъния, части от източна Финландия и трите Балтийски страни. Италия губи сравнително малки области в полза на Франция, Югославия и Гърция, както и владенията си в Африка.
В опит за поддържане на световен мир Съюзниците създават Организацията на обединените нации (ООН), официално образувана на 24 октомври 1945 година, и през 1948 година приемат Всеобщата декларация за правата на човека като общ стандарт за всички членуващи в нея държави. Великите сили, победителки във войната – Великобритания, Китай, Съветския съюз, Съединените щати и Франция, – стават постоянни членове на Съвета за сигурност на ООН. Въпреки това отношенията между самите Съюзници започват да се влошават още преди края на войната.
Германия е де факто разделена на две независими държави – Федерална република Германия (Западна Германия) и Германска демократична република (Източна Германия), – в границите на първоначалните западна и съветска окупационна зона. Останалата част от Европа също се разделя на западна и съветска сфера на влияние. Повечето страни в Източна и Централна Европа попадат в съветската сфера и в тях, изцяло или частично с подкрепата на съветските окупационни войски, се установяват тоталитарни комунистически режими. В резултат на това Източна Германия, Полша, Чехословакия, Унгария, Румъния, България и Албания са превърнати в сателитни държави на Съветския съюз. Югославия, макар и под комунистически режим, запазва самостоятелността си след внезапен разрив между югославското и съветското ръководство.
Следвоенното разделение на света е формализирано в два военни съюза – воденият от Съединените щати НАТО и воденият от Съветския съюз Варшавски договор. Продължителният период на политическо напрежение и военно съперничество между тях, Студената война, е съпътстван от безпрецедентна надпревара във въоръжаването и множество опосредствани войни.
В Далечния Изток Съединените щати оглавяват окупацията на Япония и администрират бившите японски острови в западния Тихи океан, а Съветският съюз анексира Сахалин и Курилските острови. Корея, до войната под японско управление, е разделена на две окупационни зони – съветска на север и американска на юг, – които стават основа на две самостоятелни държави, всяка претендираща да е легитимното правителство на цяла Корея, което довежда до Корейската война.
През юни 1946 година в Китай националисти и комунисти подновяват гражданската война, в която комунистите надделяват, създавайки на континента Китайската народна република, докато националистическите сили се оттеглят на остров Тайван. В Близкия Изток отхвърлянето от арабите на Плана за разделяне на Палестина поставя началото на трайно задълбочаване на Арабско-израелския конфликт. Европейските сили се опитват да запазят поне част от своите колониални империи, но загубата на престиж и ресурси по време на войната правят усилията им безуспешни, което довежда до процеса на деколонизация.
Световната икономика е тежко засегната от войната, макар че последствията за отделните страни са различни. Съединените щати излизат от войната в по-добро икономическо състояние от останалите развити страни, към 1950 година брутният им вътрешен продукт на глава от населението е значително по-висок от този в останалите големи държави и те заемат ключово положение в световната икономика. Въпреки огромните човешки и материални загуби Съветският съюз и Китай достигат предвоенните нива на производството си сравнително бързо, до началото на 50-те години на XX век. Япония преживява безпрецедентен икономически растеж, като за няколко десетилетия се превръща в една от водещите икономики в света.
Първоначално Съюзниците следват политика на промишлено обезсилване на Германия, но заради стопанските обвързаности с други страни това предизвиква стагнация в цяла Западна Европа и забавя с години следвоенното икономическо възстановяване. Западна Германия се стабилизира с паричната реформа от средата на 1948 година, след което възстановяването в региона се ускорява с либерализацията на икономическата политика, окуражавана пряко и непряко от Плана „Маршал“. Бързото стопанско възстановяване през този период е наричано икономическо чудо в Германия и в Италия и Тридесетте славни години във Франция. В същото време Великобритания, стопански опустошена от войната, въпреки че получава значителна част от помощите по Плана „Маршал“, в продължение на десетилетия преживява относителен икономически упадък.